# Zsófia Kónya
Zsófia Kónya (* 6. Februar 1995 in Szeged) ist eine ungarische Shorttrackerin.

## Werdegang
Kónya debütierte im Weltcup zu Beginn der Saison 2011/12 in Salt Lake City und errang dabei jeweils den 25. Platz über 1000 m und über 1500 m. In der Saison 2012/13 wurde sie bei den Weltmeisterschaften 2013 in Budapest Achte und bei den Europameisterschaften 2013 in Malmö Vierte mit der Staffel. Im folgenden Jahr gewann sie bei den Europameisterschaften 2014 in Dresden die Bronzemedaille mit der Staffel. Zudem belegte sie über 1500 m ebenfalls den dritten Platz. Bei den Olympischen Winterspielen 2014 in Sotschi errang sie den 30. Platz über 1500 m und den sechsten Platz mit der Staffel. Zu Beginn der Saison 2016/17 kam sie in Calgary mit dem dritten Platz mit der Staffel im Weltcup erstmals aufs Podest. Beim folgenden Weltcup in Salt Lake City wurde sie Dritte über 1000 m. Bei den Europameisterschaften 2017 in Turin holte sie die Silbermedaille mit der Staffel.

## Persönliche Bestzeiten
- 500 m      43,198 s (aufgestellt am 21. Oktober 2021 in Peking)
- 1000 m    1:29,185 min (aufgestellt am 19. November 2017 in Seoul)
- 1500 m    2:23,563 min (aufgestellt am 7. November 2013 in Turin)
- 3000 m    5:32,880 min (aufgestellt am 30. Dezember 2011 in Budapest)